# Ryeland-Schaf
Das Ryeland-Schaf ist eine Hausschafrasse, die aus dem Gebiet des Herefordshires in Westengland stammt und im 14. Jahrhundert gezüchtet wurde. Sie zählt zu den ältesten Schafrassen Englands und wurde vor allem wegen ihrer hochqualitativen Wolle, aber auch wegen ihres Fleisches geschätzt (Zweinutzungsrasse). Sie wird heute großteils nur mehr von Hobbyzüchtern in Großbritannien, Australien sowie Neuseeland gehalten. Neben dem weißen Ryeland-Schaf gibt es auch das grau bis schwarz, aber auch braun gefärbte Coloured Ryeland-Schaf.

## Merkmale
Das Ryeland-Schaf ist ein Zweinutzungsschaf mit einem breiten, tiefen Rumpf und geradem und breitem Rücken. Das rein weiße und dichte Vlies ist bei Schafsböcken dichter als bei Mutterschafen und bedeckt auch den gesamten Bauch. Die Haare der Wolle werden 23 bis 26 Mikrometer dick und bis zu 10 Zentimeter lang. Unbehaarte Körperteile sind, mit Ausnahme der schwarzen Nase, weiß. Der relativ wollfreie, weißhäutige Kopf ist hornlos und auf einem kräftigen und breiten Hals aufgesetzt. Die schwarze Nase ist genauso wie die Augen von schwarzer Haut umgeben, wobei die Haut um die Augen mit weißen Haaren bewachsen ist. Die aufrechten und leicht zurückstehenden Ohren haben eine dunkle Haut, wirken aber durch ihren Bewuchs mit kurzer weißer Wolle bräunlich bis weiß. Die Beine sind unter den Knien gerade und besitzen kompakte Klauen.
Weiße Ryeland-Schafe können gelegentlich farbige Lämmer gebären. Diese vererben die Farbanlagen an ihre Nachkommen weiter, so dass keine rein weißen Schafe mehr aus ihnen gezüchtet werden können. Die farbigen Ryeland-Schafe werden „Coloured Ryeland-Schafe“ genannt. Sie gleichen den rein weißen Ryeland-Schafen in der Statur, unterscheiden sich aber in der Färbung von ihnen. Das Vlies kann verschiedene Färbungen aufweisen, die von Grau bis Schwarz, aber auch Braun reichen. Die unbehaarten Körperteile sind dunkel gefärbt, der Kopf weist jedoch auch weiße Stellen auf. Weiße tränenartige Flecken an den Augen gelten als Merkmal dieser Rasse.

## Zuchtgeschichte
Die genauen Ursprünge des Ryeland-Schafs sind unbekannt. Es wurde ab 1340 in der Gegend um Ross-on-Wye im westenglischen Herefordshire vermutlich aus spanischen Merinoschafen gezüchtet. Die Schafswolle der Ryeland-Schafe galt als sehr hochwertig und erzielte im Mittelalter hohe Preise. Mittelalterliche Aufzeichnungen belegen, dass die Mönche der Dore Abbey etwa 3000 Schafe hüteten und die Wolle nach Hereford schickten, von wo sie verschifft wurde. Die größten Abnehmer für die Ryeland-Wolle waren Flandern und Italien. Im 14. Jahrhundert erreichte die Ryeland-Wolle ihren höchsten Handelswert und andere Wollsorten mussten sich an ihr als Qualitätsstandard messen. Während des 16. Jahrhunderts nahm das Interesse und damit auch die Bedeutung an der Wolle weiter zu. Einer der Gründe dafür war vermutlich auch, dass Königin Elisabeth I. so begeistert von einem Paar Strümpfen aus Ryeland-Wolle war, dass sie schwor, nur mehr aus dieser Wolle gefertigte Kleider zu tragen. Zu jener Zeit begann man auch in der Gegend um Leominster, einem der Zentren des Wollhandels, mit der Haltung dieser Rasse und bezeichnete die Wolle aufgrund ihres hohen Wertes, neben anderen Wollarten, auch als Lemster Ore.
Neben ihrer Wolle wurden die Ryeland-Schafe auch wegen ihres Fleisches geschätzt. Mit der Zunahme an anderen zur Fleischgewinnung ab der zweiten Hälfte des 18. Jahrhunderts gezüchteten Rassen wie den Border-Leicester- und Suffolk-Schafen geriet das Ryeland-Schaf immer mehr unter Konkurrenzdruck. Es wurde jedoch vor allem in Herefordshire bis in die zweite Hälfte des 19. Jahrhunderts und darüber hinaus zur Fleischgewinnung gehalten. Das Ryeland-Schaf wurde in Züchtungsversuchen für neue Fleischrassen mit dem Border-Leicester-Schaf, dem Cotswold-Schaf, dem Dorset-Fleischschaf sowie mit dem Lincolnschaf gekreuzt. Es ist zudem eine der Ausgangsrassen für das Poll Dorset.
Durch neu gezüchtete und leistungsfähigere Rassen zu Beginn des 20. Jahrhunderts verlor man zusehends das Interesse an reinrassigen Ryeland-Schafen. Im Jahr 1903 wurde die Ryeland Flock Book Society von acht Züchtern mit dem Ziel, die Haltung und Züchtung reinrassiger Schafe im Vereinigten Königreich und anderen Gebieten zu fördern, gegründet. Die Society begann bald nach ihrer Gründung mit der jährlichen Veröffentlichung eines Herdbuchs mit registrierten Schafen und Stammbäumen. Die erste Ausgabe dieses Herdenbuches listete 14 Herden mit jeweils 14 bis 280 Mutterschafen und 135 Schafböcken. Die Anzahl der Herden stieg bis in die 1920er-Jahre auf rund 80 an, ehe sie bis 1952 wieder auf 40 sank. Zu Beginn des 20. Jahrhunderts wurden Ryeland-Schafe weltweit exportiert, vor allem ab 1903 nach Neuseeland und ab 1919 nach Australien. Auch in diesen Ländern wurden Zuchtverbände eingerichtet. Im Jahr 1974 wurde die Rasse vom Rare Breeds Survival Trust als „rare“ (selten) eingestuft, da es nur mehr 980 registrierte Mutterschafe gab. Durch gemeinsame Anstrengungen des Rare Breeds Survival Trusts und der Züchter stieg die Anzahl an Schafen wieder, so dass die Rasse heute auf der Beobachtungsliste des Trusts steht. Seit 1989 gibt es auch das Coloured Ryeland Register, in dem sich Züchter von Coloured Ryeland-Schafen eintragen können. Weiters wurde 1996 die Coloured Ryeland Group, ein Zusammenschluss der Coloured Ryeland-Züchter, gegründet, welcher bis 2010 bestand. In jenem Jahr wurden die Coloured Ryeland-Schafe von der Ryeland Flock Book Society vom züchterischen Wert her mit den reinrassigen Ryeland-Schafen gleichgestellt und die Coloured Ryeland Group wurde in die Ryeland Flock Book Society integriert. Heute hat die Rasse kaum noch eine kommerzielle Bedeutung und wird meist von Hobbyzüchtern gehalten.